# Instrumento marítimo

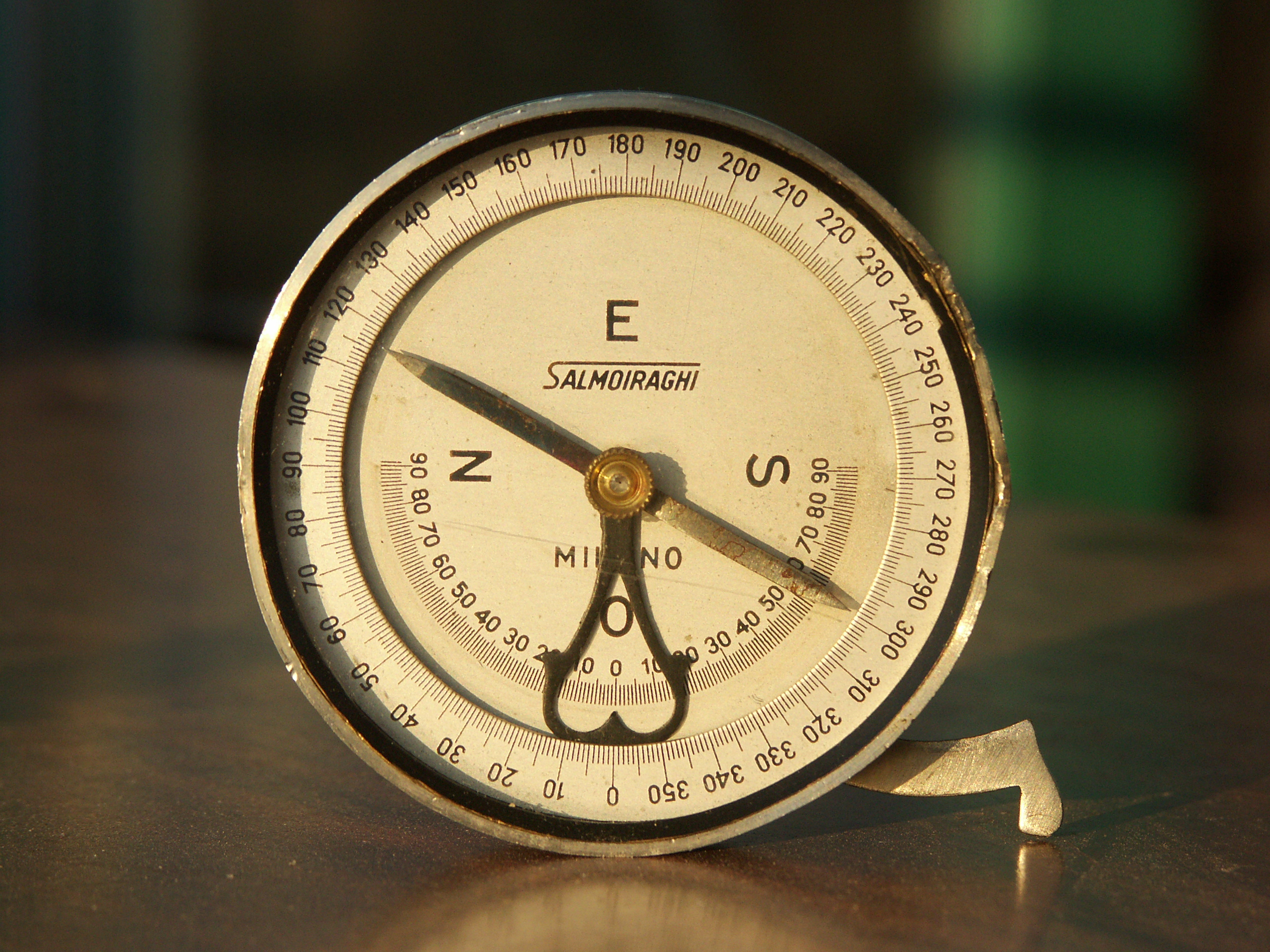
A bússola é um instrumento marítimo.

Um instrumento marítimo, instrumento estrucional ou instrumento de navegação é um instrumento que tem por finalidade obter a posição e a direção de uma embarcação. Seu uso foi de suma importância na expansão marítima. Com eles foram possíveis diversos eixos e instrumentos de navegação que anteriormente eram impossíveis. Alguns instrumentos marítimos são: a bússola, o astrolábio, a balestilha, e o quadrante.